# Bernard Rimland
Bernard Rimland (* 15. November 1928 in Cleveland, Ohio; † 21. November 2006 in El Cajon, Kalifornien) war ein US-amerikanischer Psychologe.

## Werdegang
Rimland erwarb 1950 den B.A. und 1951 den M.A. in Experimentalpsychologie an der San Diego State University und promovierte 1953 in Psychologie an der Pennsylvania State University. Anschließend leitete er am Naval Personnel Research and Development Center in San Diego Abteilungen für Personaldiagnostik und angewandte Psychobiologie.
1964 veröffentlichte er Infantile Autism: The Syndrome and Its Implications for a Neural Theory of Behavior und beschrieb Autismus als neurobiologische Entwicklungsstörung. 1965 war er Mitbegründer der Autism Society of America. 1967 war er Mitbegründer des Autism Research Institute. Rimland vertrat die Ansicht, dass Autismus biologische Ursachen hat. Die Organisationen, die er mitbegründet hat und seine Publikationen beeinflussen Behandlungsansätze bis heute.
Rimland propagierte hohe Dosen Vitamin C und weitere Nährstoffe zur Symptomlinderung bei Autismus Es gibt jedoch keine wissenschaftliche Evidenz für diese Therapie, die Methoden gelten als ineffektiv und potenziell gefährlich.
Rimland nahm einen Zusammenhang von Thimerosal in Impfstoffen zu Autismus an. Umfangreiche Studien widerlegten diese Annahme.

## Werke
- Rimland, B. (1964). Infantile Autism: The Syndrome and Its Implications for a Neural Theory of Behavior. New York: Appleton-Century-Crofts.[13]
- Rimland, B., & Ney, P. G. (1974). Infantile autism: Status of research. Canadian Psychiatric Association Journal, 19(2), 130–135.[14]
- Rimland, B. (1994). Biological Treatments for Autism and PDD. San Diego, CA: Autism Research Institute.[15]
- Rimland, B., & Miller, N. Z. (2003). Vaccines, Autism and Childhood Disorders: Crucial Data That Could Save Your Child's Life. New York: Tablet Publishing.[16]